# Bohuslav Schnirch

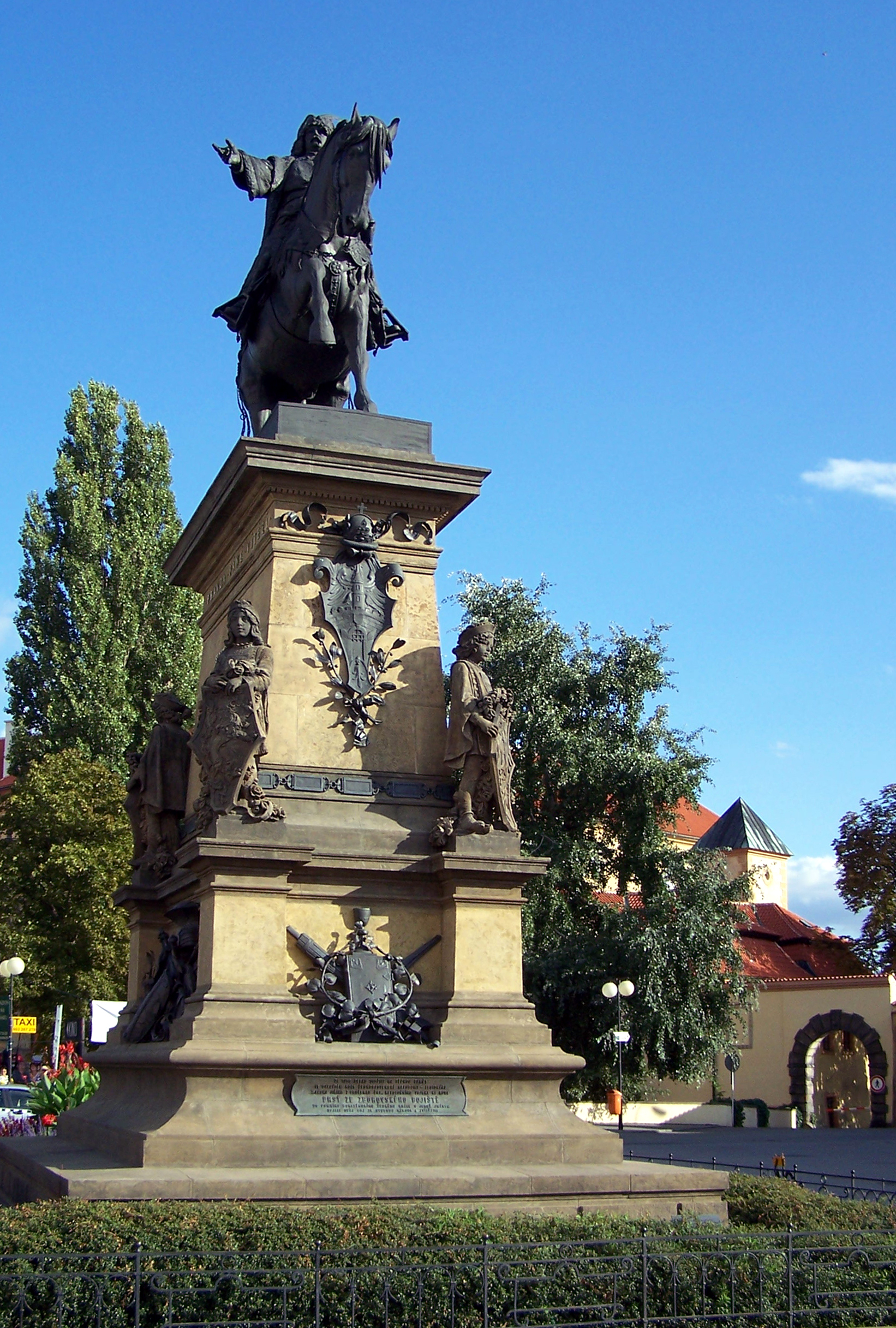
Pomník Jiřího z Poděbrad v Poděbradech

Bohuslav Schnirch (10. srpna 1845 Praha-Malá Strana – 30. září 1901 Praha) byl jeden z nejvýznamnějších sochařů generace Národního divadla, dlouholetý předseda výtvarného odboru Umělecké besedy, aktivní sokol a přesvědčený český vlastenec. Byl také prvním předsedou v roce 1888 založené organizace Česká asociace šachová a 80. letech 19. století navrhl originální tvar šachových figurek, se kterými se pod názvem české klubovky hraje dodnes. Pocházel z významné rodiny pražských stavitelů. Jeho otec byl známý stavitel a inženýr Josef Emanuel Schnirch (1802 Sobotka – 1877 Praha). Jeho prastrýcem pak byl Bedřich Schnirch, projektant železnic a mostů, autor Mostu císaře Františka I. v Praze.
Jeho sochařský styl vycházel z klasicismu, novorenesance a dospěl k realismu. Je autorem celé řady známých děl, jako jsou výzdoba Národního divadla, Rudolfina, Národního muzea, Zemské banky či Pražské městské pojišťovny. Vytvořil také pomníky Jana Žižky, Jana Palackého, Karla IV. a Jiřího z Poděbrad (1891). Naopak neúspěšný byl s návrhy na pražské pomníky Josefa Jungmanna, Jana Husa a zejména v soutěži na Svatováclavský pomník v Praze (1894), v níž veřejnost preferovala Schnirchův model, ale porota k realizaci vybrala projekt jeho významného konkurenta, sochaře J. V. Myslbeka.
Působil v Komisi pro soupis památek Prahy od jejího vzniku v roce 1883 (1884) a jako její člen spoluvytvářel první systém památkové péče v Čechách.

## Studium

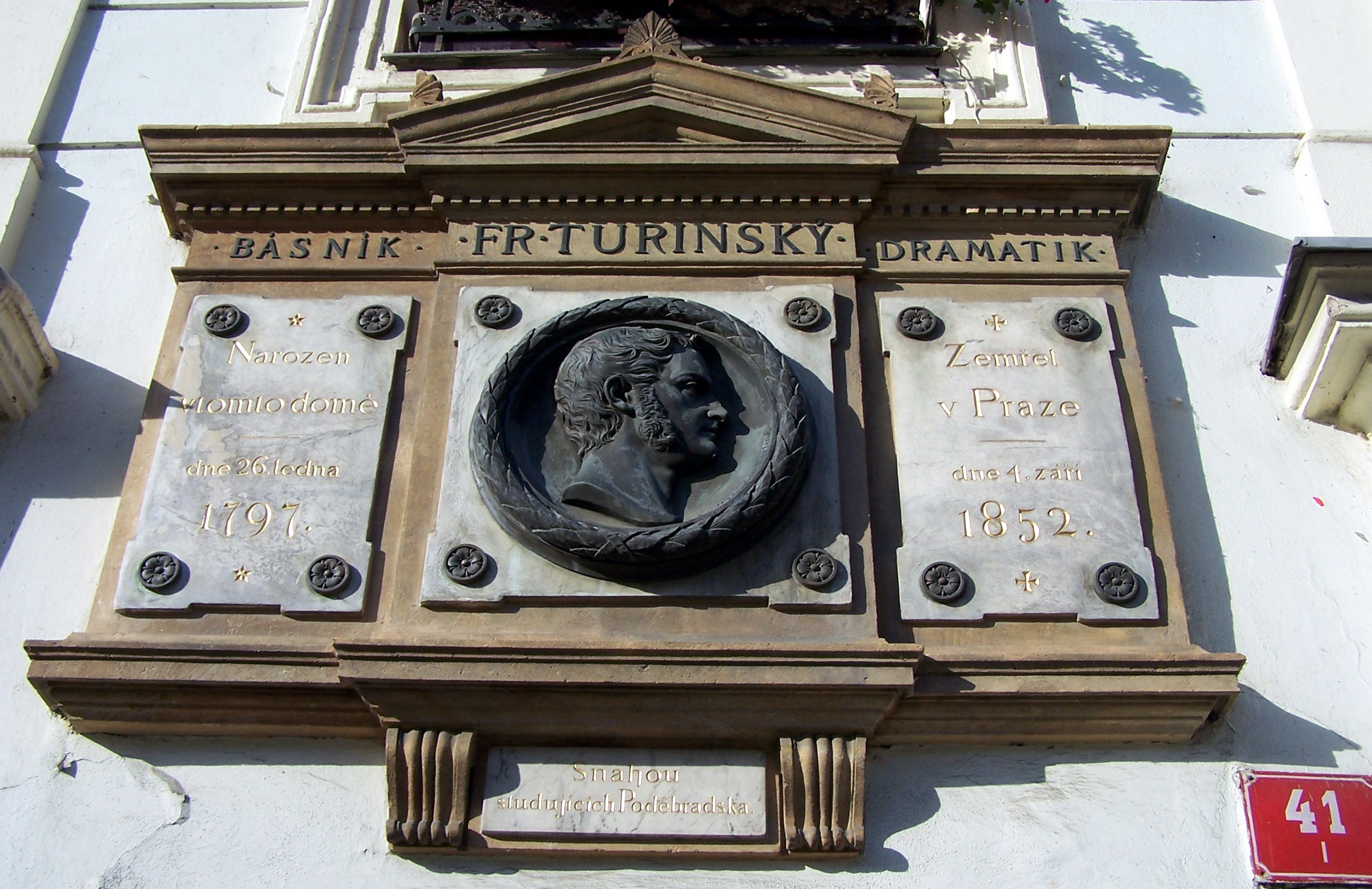
Pamětní deska básníka Františka Turinského na staré radnici v Poděbradech

Studoval pozemní stavitelství a architekturu na Polytechnice v Praze, kde byl posluchačem architekta Josefa Zítka. Studium absolvoval nejprve ve Štýrském Hradci, v dalším studiu pokračoval ve Vídni u profesorů Franze Bauera a Františka Melnického a Mnichově u profesora Maxe Widenmanna. Pobyt v Itálii (především v Římě) v letech 1871–1873, kde jej velice ovlivnila renesance, měl pro jeho tvorbu velmi zásadní význam.

## Praha

### Národní divadlo
Po návratu do Čech byl osloven architektem Josefem Zítkem, který právě projektoval budovu Národního divadla, aby tuto důležitou budovu ozdobil. Lodžie s korintskými sloupy nad hlavním vstupem do budovy nese jeho sochy Apollon a devět múz. Největší a bezesporu nejznámější Schnirchovo dílo jsou obrovské bronzové Trigy (antická trojspřeží) s bohyněmi vítězství na nárožních pylonech budovy, na kterých pracoval tři desítky let. Původní trigy však byly zničeny při požáru Národního divadla a nově je vytvořili jeho žáci, sochaři František Rous, Emanuel Hallmann a Ladislav Šaloun. Na divadle umístěny v roce 1911, tedy až po Schnirchově smrti.

### Rudolfinum

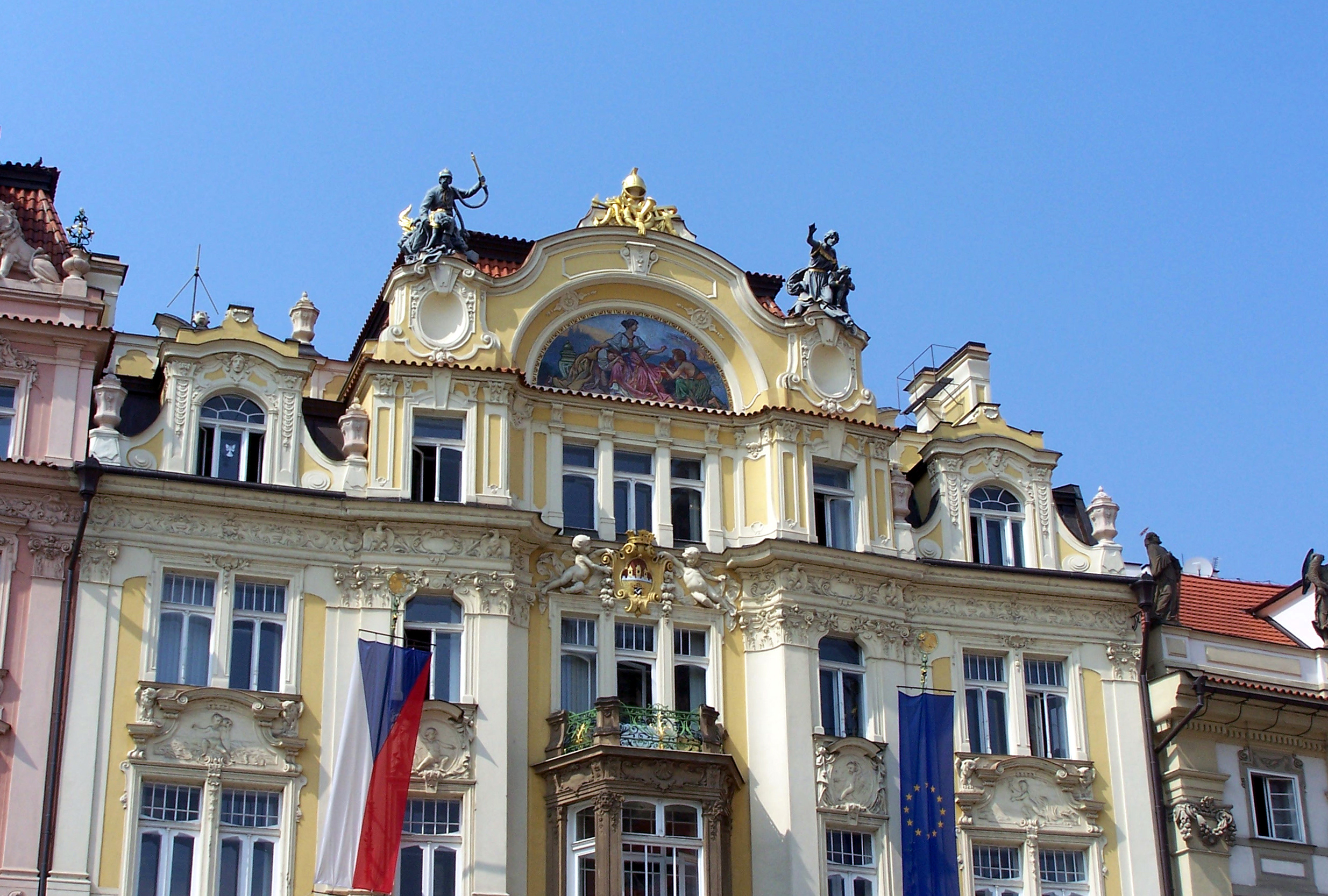
Pražská městská pojišťovna na Staroměstském náměstí – zdobí ji Schnirchovy sochy „Hasič“ a „Volání na poplach“ (vlevo)

Dalším projektem na kterém se podílel byla stavba Rudolfina, jež společně projektovali Josef Zítek a Josef Schulz. Byl jedním ze sochařů, kteří vytvořili sochy slavných hudebníků na atice budovy.

### Národní muzeum
Josef Schulz novorenesančním návrhem stavby Národního muzea byl pro Schnircha velkou pobídkou k účasti v soutěži na sochařskou výzdobu budovy. Při neúčasti J. V. Myslbeka, v konkurenci s Antonínem Wagnerem a Antonínem Poppem uspěl realizací monumentálních sousoší zdobících nárožní pilíře hlavní kupole Národního muzea. Schnirch vytvořil čtyři alegorické skupiny Obětavost, Nadšení, Láska k pravdě a Láska k minulosti (1887–1890) na nárožních pilířích, jež představují charakterové vlastnosti a záliby, které stály při vzniku muzea a jeho sbírek. Čtyři sokly sloupů v průčelí navíc zdobí reliéfy zhotovené podle jeho modelů, jež představují alegorie Země (dvojice andílků se štítem, na němž jsou rohy hojnosti a pochodeň), Vody (štít s trojzubcem ovinutým delfínem), Ohně (štít s lyrou a sluncem) a Vzduchu (dvojice andílků se štítem, na němž je okřídlená ženská hlava). Římsu tympanonu na obou krajích zdobí dvě pískovcové akroterie v podobě gryfů (bájných okřídlených zvířat), které vytvořil v roce 1887.
Dále se podílel na výzdobě dvorany hlavního schodiště, jež je ústředním prostorem budovy Národního muzea. V úrovni druhého patra je kolem schodištní dvorany je osazeno 17 bronzových bust mužů zasloužilých o muzeum. Vytvořil čtyři z nich (Josef Maria hrabě Kolovrat Krakovský, Antonín Veith, Joachim Barrande a Jan Karel hrabě Kolovrat-Krakovský), z toho první dvě v roce 1898 a ostatní v roce 1900.
Soutěžní a prováděcí modely z patinované sádry většiny uvedených soch a sousoší jsou uloženy v Lapidáriu Národního muzea, pět z nich je vystaveno, stejně jako pískovcový originál sedícího gryfa.

### Uměleckoprůmyslové muzeum

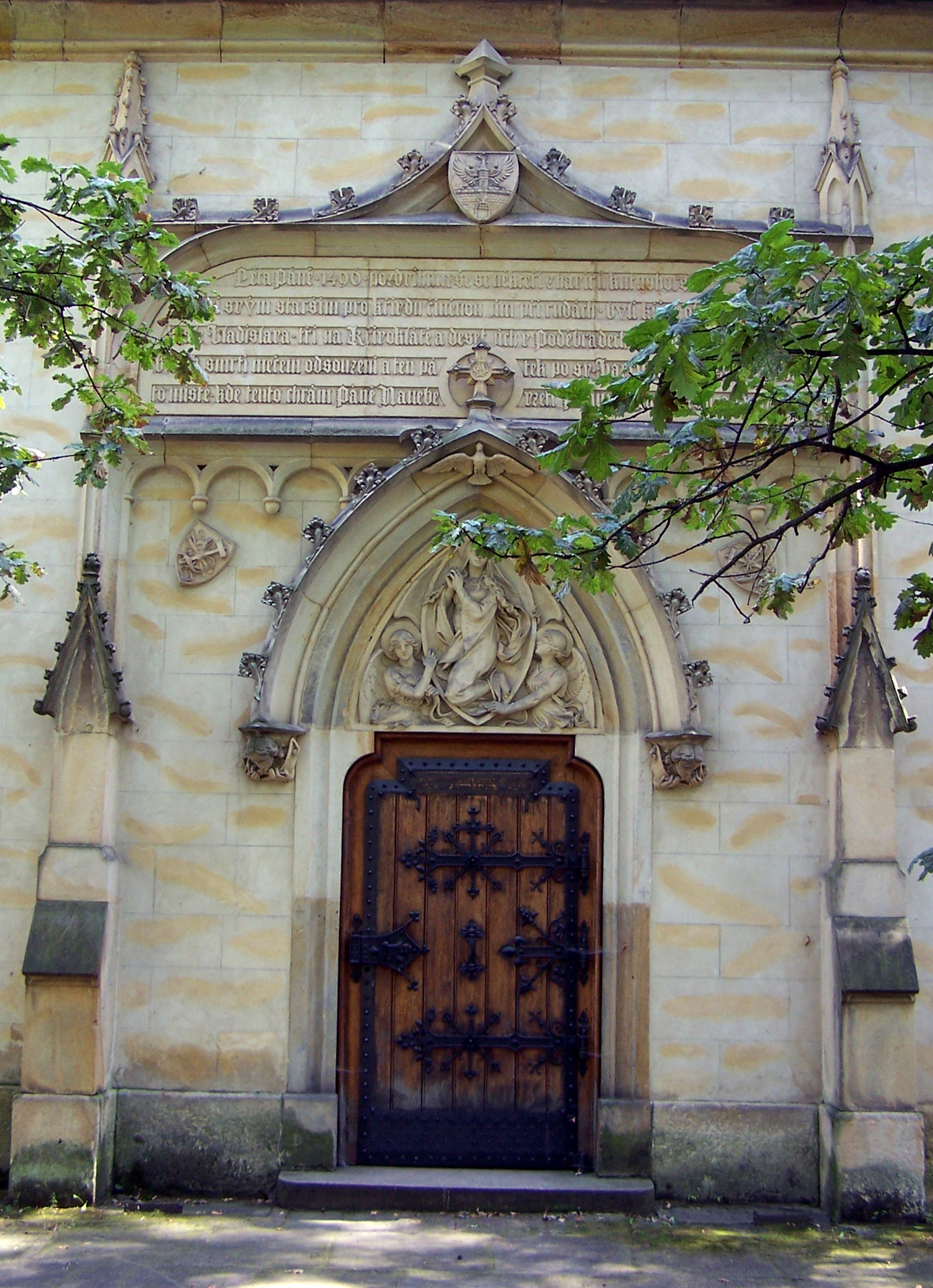
Průčelí Havířského kostelíka v Poděbradech

Průčelí budovy Uměleckoprůmyslového muzea v Praze, vystavěné v letech 1897—1899 ve stylu italské renesance dle projektu architekta Josefa Schulze, vyzdobili společně sochaři Schnirch a Antonín Popp.

### Pražská městská pojišťovna
Jednou z jeho posledních prací je dvojice sousoší umístěná po stranách vrcholu štítu Pražské městské pojišťovny na Staroměstském náměstí. Vlevo se nachází socha pojmenovaná Hasič, představující hasiče zachraňujícího oběť z plamenů, která je jedním z jeho posledních děl před smrtí. Druhé sousoší, pojmenované jako Volání na poplach už Schnirch před smrtí v roce 1901 nedokončil a musel ho dokončit jeho žák Ladislav Šaloun.

### Městská spořitelna Pražská
Schnirch spolupracoval na výzdobě fasády Městské spořitelny pražské v Rytířské ulici od arch. Antonína Wiehla a Osvalda Polívky (536/I v Praze 1, Rytířská 2, 22, 29) (1892 – 1894)

### Pražská tržnice
Pro ozdobu vstupu do areálu ústředních jatek (dnes Pražská tržnice) v Holešovicích architekta Josefa Srdínka z let 1893–1895, vytvořil společně s Čeňkem Vosmíkem dvojici soch. Pro toto místo vytvořil sousoší Muž s býkem.

## Poděbrady

### Památník krále Jiřího

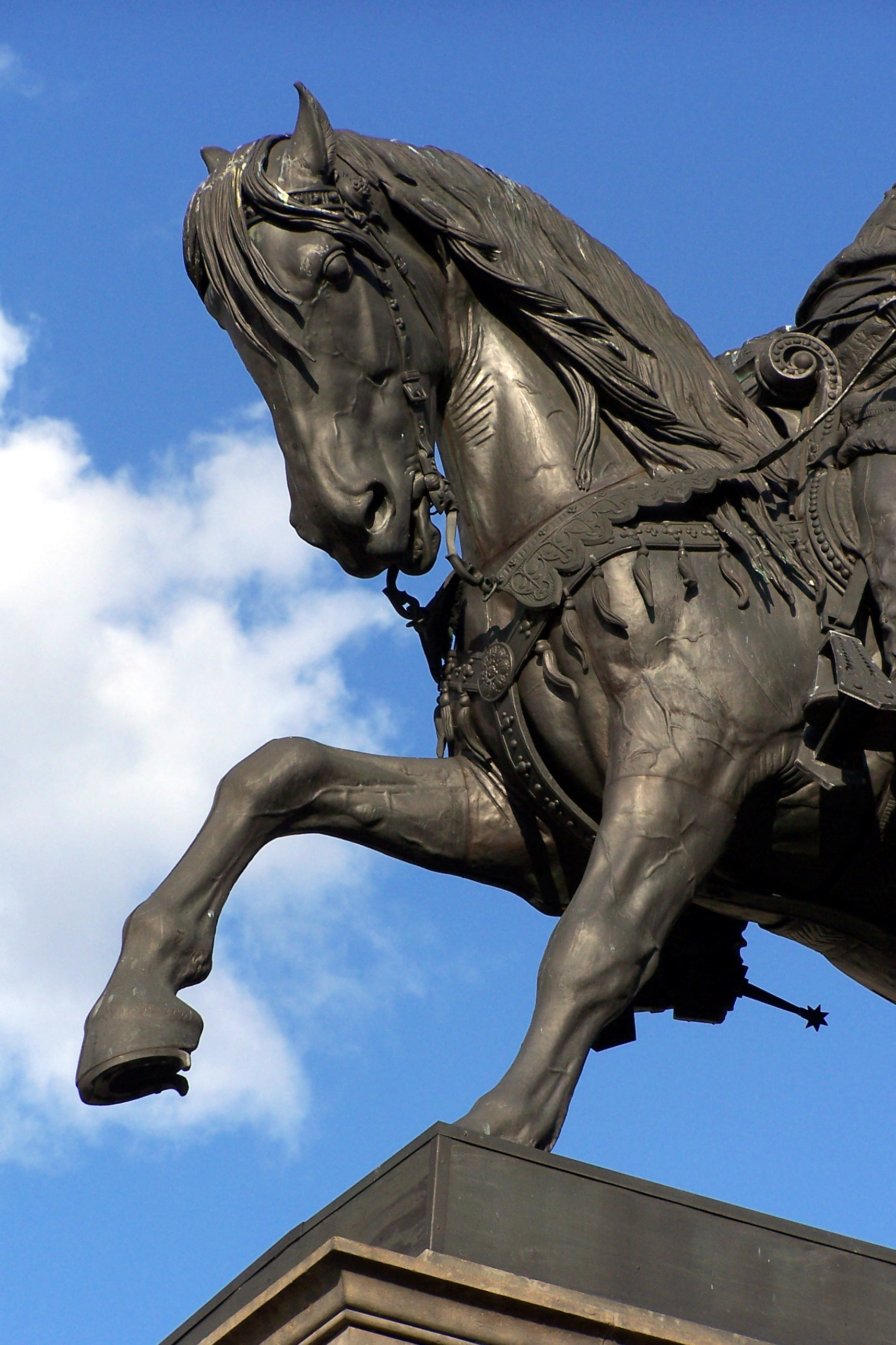
Detail z pomníku Jiřího z Poděbrad

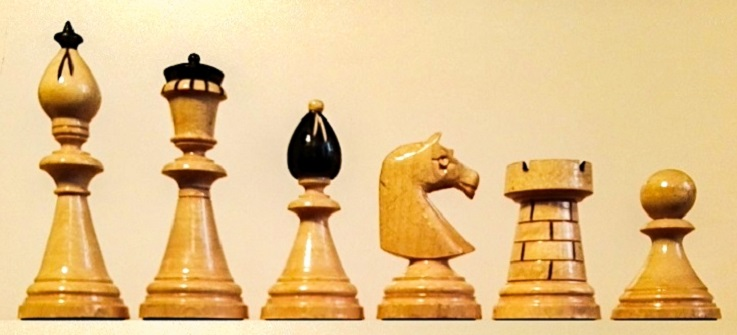
České klubovky

Ve své době byl nesmírně oblíbený autor (veřejné pomníky slavných osobností, které vytvořil zdobí dodnes česká města). Za nejzdařilejší a dnes také nejznámější bývá považován pomník Jiřího z Poděbrad v Poděbradech. Pomník vystihuje Jiřího z Poděbrad v okamžiku, kdy po bitvě u Vilémova podává na usmířenou ruku Matyáši Korvínovi. Socha je ve dvojnásobné životní velikosti a byla, pro snížení výrobních nákladů, vytepána z měděných plátů, které pod autorovým vedením na železnou kostru osadil pražský kovotepec Richard Schnorcht. K Poděbradům měl docela blízký vztah, jeho sestra se sem provdala a z nedalekých Nových Mlýnů si přivedl svou manželku.

### Další tvorba
Dále zde vytvořil kamenné reliéfy se znakem proboštství, umístěné nad portály vstupních dveří kostela Povýšení sv. Kříže a proboštství v Poděbradech. Jeho plastiky zdobí průčelí kostela Nanebevzetí Panny Marie a také pamětní deska Františka Turinského na budově staré radnice v Poděbradech je jeho dílem.

## Dům Bohuslava Schnircha

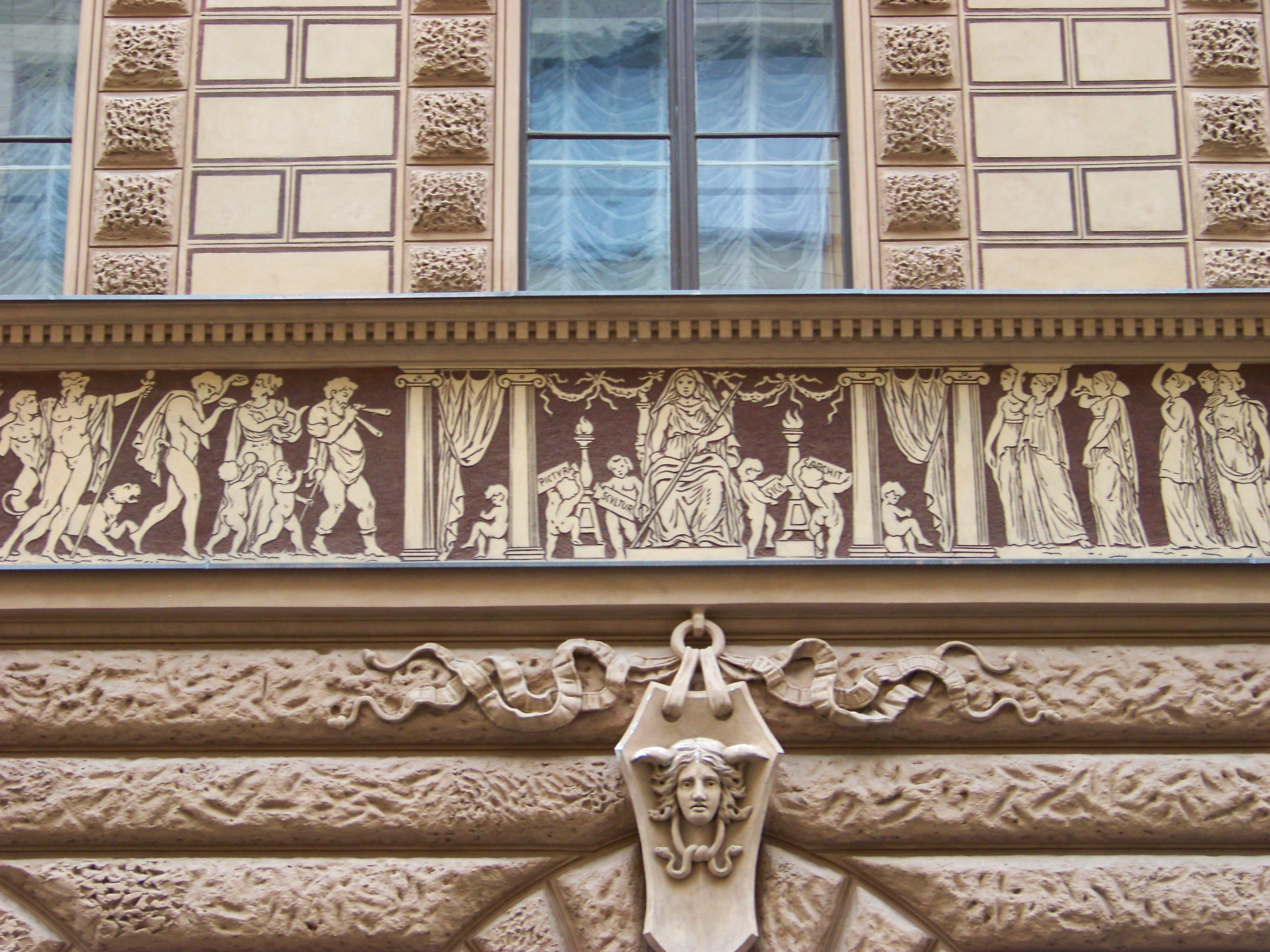
Detail sgrafit – Mikovcova 5

O Schnirchově architektonickém názoru vypovídá jeho dům v Mikovcově ulici čp. 548/5 na Vinohradech. Návrh domu si objednal u Antonína Wiehla, pro kterého to byla jeho první realizace. Schnirch vybíral postupně ze čtyř návrhů. Ve Wiehlově pozůstalosti je zachován původní návrh (1874) výrazně ovlivněný italskou renesancí. Wiehl se inspiroval florentským palácem Quadagni (bosovaná rustika v parteru, okna mezi portály, obruba oken a portálů obíhající kolem a nekončící v oblouku, otevřená lodžie se sloupy ve třetím patře, sgrafitové vlysy a rozety) a Riccardi (odstupňování fasády od bosáže po hladkou zeď, tvar oken, sgrafitový vlys pod prvním patrem a pod hlavní konzolí domu). Skutečně realizovaný návrh z roku 1875 je založen na stejných motivech ale je podstatně jednodušší. Schnirch si sám na svůj dům zpracoval návrhy sgrafit a vlysu.

## Úmrtí
Zemřel v roce 1901 v Praze. Pohřben byl v honosné rodinné hrobce na Olšanských hřbitovech.